# Meteorologiska symboler
Meteorologiska symboler (även vädersymboler) är symboler som används på väderkartor för att markera observationer eller beskriva prognoser.

## Väder
Nedan till vänsterlistas de vanligaste vädersymbolerna som syns på västerländska väderkartor, och nedan till höger syns symbolerna som används på väderkartorna i Östasien.
Symbolerna varierar dock något i utseende och betydelse mellan olika länder och väderlekstjänster. Exempelvis använder svenska SMHI 27 olika vädersymboler på sina kartor (2023), medan exempelvis Klart.se har sina symboler och förklaringar.
| Symbol | Beskrivning                                                 |
| ------ | ----------------------------------------------------------- |
|        | Klart                                                       |
|        | Klart till halvklart eller lätt molnighet)                  |
|        | Halvklart eller växlande molnighet                          |
|        | Halvklart till mulet eller molnigt                          |
|        | Mulet (ett ljust moln kan betyda molnigt eller mycket moln) |
|        | Regnskurar                                                  |
|        | Regn                                                        |
|        | Regn- och åskskurar                                         |
|        | Regn och åska                                               |
|        | Byar av snöblandat regn                                     |
|        | Snöblandat regn                                             |
|        | Snöbyar                                                     |
|        | Snöfall                                                     |
|        | Snöfall och åska                                            |
|        | Åska                                                        |
|        | Blåsigt                                                     |

| Symbol | Beskrivning      |
| ------ | ---------------- |
|        | Klart            |
|        | Halvklart        |
|        | Mulet            |
|        | Regnskurar       |
|        | Lätt regn        |
|        | Regn             |
|        | Kraftigt regn    |
|        | Åska             |
|        | Kraftig åska     |
|        | Snöblandat regn  |
|        | Snöbyar          |
|        | Lätt snöfall     |
|        | Snöfall          |
|        | Kraftigt snöfall |
|        | Snöstorm         |
|        | Storm            |
|        | Sandstorm        |
|        | Hagel            |
|        | Dis              |
|        | Dimma            |
|        | Okänt            |

## Lufttryck
Förändring av lufttryck under tre timmar:
| Symbol | Beskrivning                                                                 |
| ------ | --------------------------------------------------------------------------- |
|        | Stigande                                                                    |
|        | Stigande, sedan fallande                                                    |
|        | Stigande, sedan stabilt                                                     |
|        | Stabilt eller stigande, sedan fallande; eller fallande, sedan snabbare fall |
|        | Fallande eller stabilt, sedan stigande                                      |
|        | Stabilt                                                                     |
|        | Fallande                                                                    |
|        | Fallande, sedan stigande                                                    |
|        | Fallande, sedan stabilt                                                     |

## Väderfronter

Varmfront
Kallfront
Ocklusionsfront
Stationär front

## Moln

### Molnmängd
| Symbol | Kodifiering | Beskrivning                   | Exempel |
| ------ | ----------- | ----------------------------- | ------- |
|        | 0/8         | Klart, molnfritt              |         |
|        | 1/8         | Nästan klart, mestadels klart |         |
|        | 2/8         | Spridda moln                  |         |
|        | 3/8         | Lite moln                     |         |
|        | 4/8         | Halvklart                     |         |
|        | 5/8         | Molnigt                       |         |
|        | 6/8         | Mycket moln                   |         |
|        | 7/8         | Nästan mulet                  |         |
|        | 8/8         | Mulet                         |         |
|        | 9/8         | Skymd himmel                  |         |

### Molnutveckling
| Symbol | Nummer | Beskrivning                                                                     |
| ------ | ------ | ------------------------------------------------------------------------------- |
|        | 00     | Molnutveckling inte observerad eller inte observerbar under den senaste timmen. |
|        | 01     | Minskning av molnmängden under den senaste timmen.                              |
|        | 02     | Oförändrat molntäcke under den senaste timmen.                                  |
|        | 03     | Ökning av molnmängden under den senaste timmen.                                 |